# Almacenero

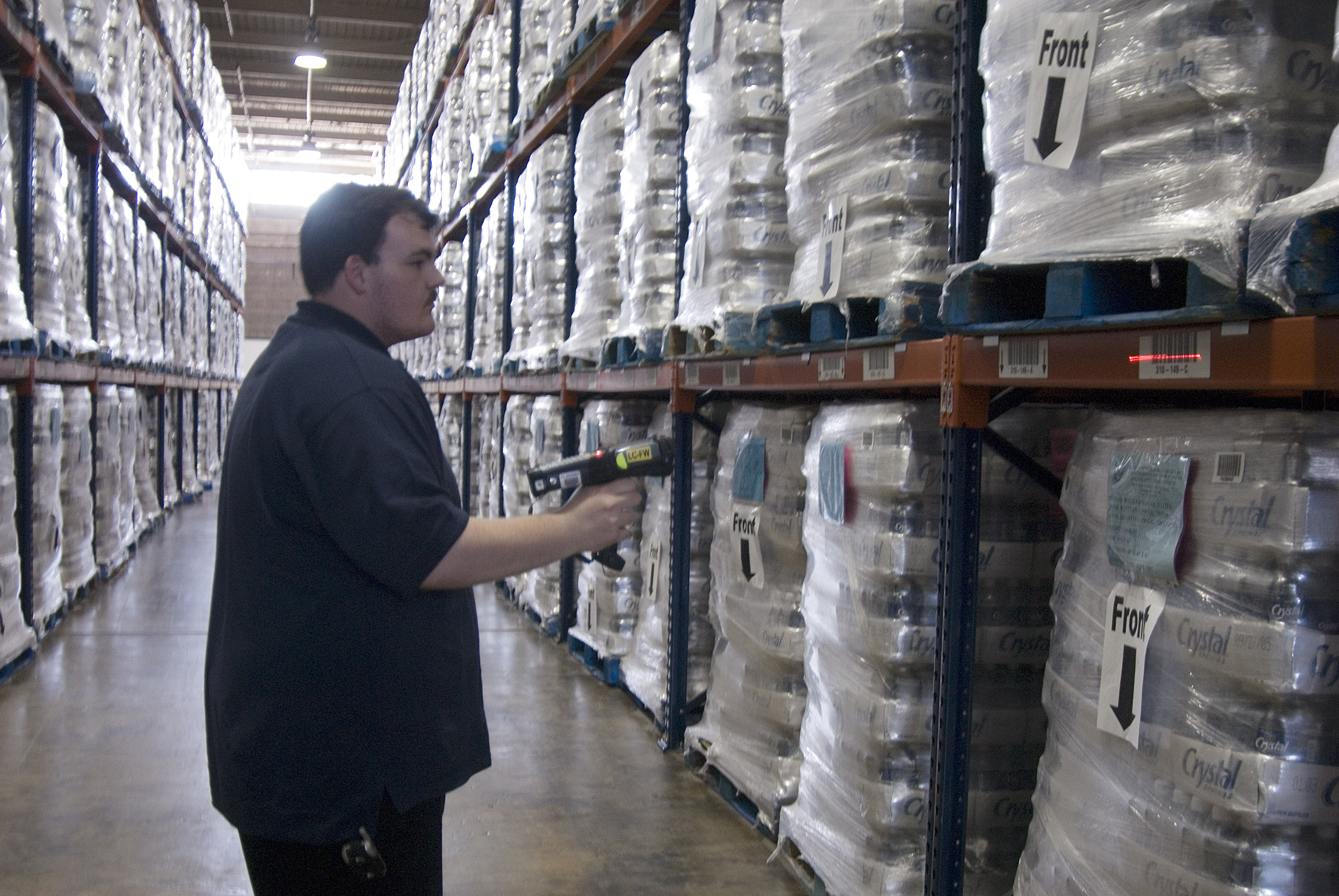
Almacenero en Texas (2006)

Un almacenero o almacenista es la persona encargada de la gestión del almacén de una compañía. 
Almacenero también es un comerciante de cercanía, es decir una persona que tiene un mercado de despensa,  también se una para supermercados chicos y tienen agrupaciones como FABA Federación de Almaceneros de Buenos Aires que los nuclea.

## Funciones
Entre las funciones del almacenero figura la recepción de la mercancía y su registro informático bien de forma manual, bien mediante lectura del código de barras. Clasifica y sitúa los paquetes o pallets en los huecos o estanterías designados para ello manejando carretillas elevadoras, transpaletas u otras herramientas. Según el tipo de mercancía almacenada puede tener que manejar máquinas más complejas como grúas o puente grúa. En almacenes automatizados, gestiona máquinas de almacenaje y des almacenaje coordinadas por controladores programables y ordenadores con el software apropiado. 
Realiza el picking preparando los pedidos de acuerdo a lo solicitado por sus clientes internos o externos utilizando tanto medios mecánicos como manuales. Registra informáticamente la salida de la mercancía y expide los documentos necesarios para ello como el albarán de transporte. En ocasiones, también supervisa las tareas de carga y descarga en los camiones.
Las funciones del almacenero incluyen el control de la mercancía realizando inventarios periódicos y alertando sobre las posibles roturas de stock.